# 里韦拉宫

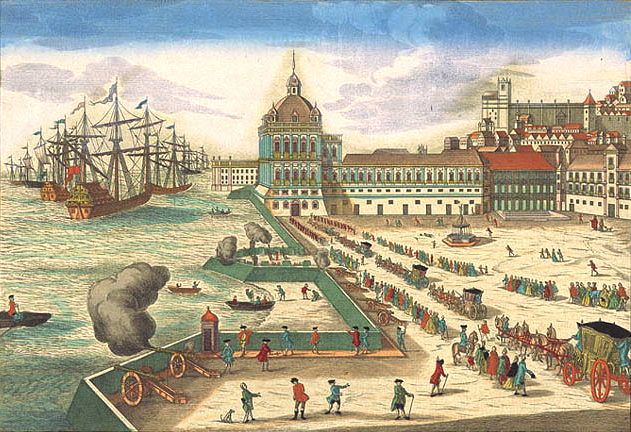
里韦拉宫

里韦拉宫（葡萄牙語：Paço da Ribeira）是一座曾经存在于里斯本的宮殿。

## 历史
由于曼努埃尔一世在城墙外的特茹河边兴建新的里韦拉宫，特茹河河岸的里韦拉（Ribeira）在16世纪初开始发展，该地区进一步发展了港口、造船设施，印度事务院（Casa da India）及其他管理葡萄牙与欧洲其他国家，以及非洲、亚洲和美洲殖民地之间贸易的行政大楼。
1755年11月1日发生的里斯本大地震又引发了海啸和火灾，摧毁了里斯本的大部分，包括里韦拉宫和河边的其他建筑物，首相庞巴尔侯爵协调了大规模的重建工作，王宫并没有重建。